# 劍魔獨孤求敗
《劍魔獨孤求敗》 （英文：The Legend of the Invincible），是香港無綫電視劇集，於1990年4月首播，全劇共20集，該劇曾經於1994年12月重播。

## 劇情簡介
武林正派人士的公敵天魔獨孤天峰 ( 羅樂林飾 ) 和妻子嚴曉青 ( 李麗麗飾 ) 剛產下一子，便遭到追殺。為了保住兒子性命，曉青將兒子与農民之子調包，此後被武林人士打下山崖，而天峰也落入天山派掌門柳寒山( 麥天恩飾 )之手。廿多年後，天峰之子林康 ( 黃日華飾 ) 長大成人，結識大難不死的曉青手下冷紫嫣 ( 邵美琪飾 ) ，兩人結為夫妻，但卻因此惹來殺身之禍。走投無路的康投靠武林世家白家堡，堡主之子白承忠 ( 吳岱融飾 ) 也受其牽連遭到滅門之災。兩人只好投入寒山的天山派門下。其後，康意外發現紫嫣的不平凡身世，決心与其斷絕關係。離開紫嫣的康，在隱居江湖多年的水月居士花小翠，老前輩金鈎銀笛的教導下，武功大有進步，并与寒山長女柳傲霜 ( 文雪兒飾 ) 產生愛慕之情，引起暗戀傲霜的承忠所妒。
急於報仇的承忠，將被囚二十二年的天峰放出。天峰与妻子重聚後，組織教眾大肆攻擊正派人士，引起武林大亂。為了達到目的，承忠不惜冒認為天峰之子，從而獲得天峰的信任。無法容忍天峰胡作非為的康，聯合各大門派圍攻天峰，誰料被倒戈相向的承忠揭穿了康為天峰親子的身份。為了保護兒子安全，天峰決定在正派人面前自盡而死。遭到沉重打擊的康一蹶不振，終日借酒消愁。而承忠出於對康的妒忌，處處煽動武林人士攻擊康。康与紫嫣為躲避追殺，跳下懸崖，卻因此在溶洞內練成了獨孤九劍，并自稱獨孤求敗。
承忠為了武林盟主之位，以及博取傲霜的歡心，將怀有其骨肉的柳傲雪 ( 蔡嘉莉飾 ) 、何碧月害死，并將寒山弄至殘廢。心繫求敗的傲霜假裝同意与承忠成親，在武林人士面前揭穿其陰謀。野心破滅的承忠將紫嫣劫走，以此威脅求敗。意圖為天峰報仇，假意投誠的師兄江震雄，為保護紫嫣而被殺。孤注一擲的承忠苦練血解殘魂掌，寧願自傷身體也要爭得天下第一的虛名。水月居士、紫嫣為阻止承忠的惡行先後犧牲。邪不能勝正，求敗終在与承忠的殊死決鬥中僥倖取勝。
然而，成為武功天下第一的求敗，卻從此看透江湖人事，与心愛的傲霜攜手選擇歸隱，泛舟湖上而去；數十年後，求敗臨終時身邊伴有一巨鵰，並將畢生所學武功心得及生平所用之三柄寶劍，一併埋於深谷中留贈有緣；百多年過去，一代武林傳奇人物神鵰大俠楊過、華山派第一高手風清揚及其徒孫令狐冲，正為昔日求敗之天下無敵劍法：獨孤九劍的後代傳人……

## 演員表
- 黃日華 飾 獨孤求敗/獨孤康/林康
- 文雪兒 飾 柳傲霜
- 邵美琪 飾 冷紫嫣
- 吳岱融 飾 白承忠
- 劉家輝 飾 江震雄
- 羅樂林 飾 獨孤天峰
- 李麗麗 飾 嚴曉青
- 柳影虹 飾 花小翠
- 麥天恩 飾 柳寒山
- 蔡嘉利 飾 柳傲雪
- 謝月美 飾 胡秀娟
- 李成昌 飾 蔣達明
- 鄭艶鳳 飾 何碧月
- 林　聰 飾 石世通
- 承　恩 飾 金秀英
- 艾　威 飾 沈烈
- 何璧堅 飾 慈法大師
- 葉天行 飾 布泉德
- 張鴻昌 飾 胡大成
- 焦　雄 飾 廖文龍
- 曾偉明 飾 趙萬祺
- 丘國良 飾 尹志剛